# Climat (viticulture)
Ne doit pas être confondu avec Climat de la Bourgogne.
Pour les articles homonymes, voir Climat (homonymie).
Un climat, dans le cas du vignoble de Bourgogne, est un lieu-dit consacré à la viticulture. Il s'agit d'une dénomination géographique délimitée et hiérarchisée,  constituant, en partie ou en totalité, une ou plusieurs appellations, s'assimilant à un terroir viticole. Le lieu caractérise le vin, et réciproquement, le vin caractérise le lieu. Les climats des Côtes-de-Beaune et des Côte-de-Nuit sont inscrit au patrimoine mondial de l'Unesco en 2015. 

## Définition
Tous les climats de Bourgogne sont désignés par un toponyme le plus souvent ancien et sont bien délimités sur les cartes du cadastre.
Un climat est le plus souvent subdivisé en plusieurs parcelles chacune avec un propriétaire différent. Dans certaines exceptions, les situations de monopole, le propriétaire possède l'entièreté du climat. Ces lieux-dits peuvent représenter toute une appellation, tel que la Romanée-Conti, mais peuvent être seulement des sous-parties de l'appellation.
Leur surface varie de quelques ares pour les plus petits (0,108 ha pour « La Toppe au Vert » en AOC corton, sur la commune de Ladoix-Serrigny) à quelques dizaines d'hectares pour les plus vastes (40,9 ha pour « Les Beaumont » à Chorey-les-Beaune et 31,3 ha pour « Les Grèves » à Beaune). 
Il y a 1 463 climats dans l'ensemble du vignoble de Bourgogne, dont 1 247 rien que le long de la côte d'Or (côtes de Nuits et de Beaune, formant une bande de terre de plus de 60 km de long pour un maximum de trois de large), chaque commune viticole en comptant plusieurs dizaines. 
Chaque climat s'individualise par une pente (favorisant le drainage), un sol (argileux ou caillouteux), un sous-sol (calcaire ou marneux), une exposition au soleil (la côte d'Or est majoritairement exposée plein est, mais il y a des nuances à cause des vallons), un micro-climat (parfois avec des caractéristiques sub-méditerranéennes, voire semi-arides) et une histoire propre (certains climats sont identifiés depuis le Moyen Âge).

## Histoire
Si les plus anciennes traces de viticulture en Bourgogne datent de la fin du Ier siècle (mises au jour lors des fouilles de Gevrey-Chambertin en 2008-2009), la première mention d'un lieu-dit viticole remonte à 640, concernant le clos de Bèze à Gevrey-Chambertin. À la fin du Moyen Âge, un parcellaire ordonné du vignoble émerge, sous l'influence des chapitres de cathédrale, des abbayes, de la cour ducale et des élites urbaines (parlementaires et bourgeoisie) qui font développer la viticulture sur les meilleures expositions.
Le mot climat est originaire de la région parisienne, puis se développe dans l'Yonne où l'on retrouve une mention en 1537, avant de s'étendre à la Côte d'Or au XVIe siècle, puis au chalonnais dans les années 1650. Il a alors un sens plus général, un climat agraire.

### Époque moderne
La première mention du mot « climat » pour un vignoble se trouve aux archives du Petit Pontigny à Chablis, dans un document datant du 5 septembre 1572 ,.
Ce sont les officiers royaux, les parlementaires et les riches investisseurs qui valorisent ce terme en y associant la notion de qualité. Au XVIIIe siècle ce sont les premiers négociants en vin qui diffusent l'utilisation du mot climat.
En 1728, Claude Arnoux fait imprimer sa Dissertation sur la situation de la Bourgogne, sur les vins qu'elle produit, dans lequel il mentionne les climats les plus réputés. 

### Époque contemporaine
La classification systématique des différents climats est réalisée au milieu du XIXe siècle, avec notamment celle de Morelot en 1831, de Lavalle en 1855,, puis celle du Comité d'agriculture de Beaune en 1861.
Pendant la seconde moitié du XIXe siècle, la notoriété de certains climats est telle que plusieurs communes de la côte obtiennent de coller à leur nom celui d'un de leur climat : Gevrey avec le Chambertin, Morey avec le clos Saint-Denis, Chambolle avec le Musigny, Vosne avec la Romanée, Nuits avec le Saint-Georges, Aloxe avec le Corton, Pernand avec les Vergelesses, Auxey avec les Duresses, Puligny et Chassagne avec le Montrachet. Les appellations des grands crus datent des années 1930, les premiers crus sont inventés par le décret du 3 avril 1942, avec des listes établies progressivement depuis 1943 (quelques appellations sont encore en train de négocier leur liste, tel que pour le saint-romain).
Selon les époques et leur valorisation, la quantité de climats différenciés a pu augmenter ou diminuer.

### Classement au patrimoine mondial de l'Unesco

#### Procédure
Les climats de Bourgogne sont inclus dans une procédure de classement au patrimoine mondial de l’Unesco depuis 2006, lorsque l'acte de candidature est lancé en novembre à l'occasion de la vente des vins des Hospices de Beaune, en présence d'Aubert de Villaine qui sera président de l'association.
En avril 2009, il est présenté sur la liste indicative des biens français, et reçoit l’avis favorable des ministères de la Culture et de l'Écologie.
Pendant trois ans, de 2009 à 2012, un comité de trente-six scientifiques, géologues, historiens, géographes, climatologues, linguistes, sociologues, biologistes et ingénieurs agronomes démontre la « valeur universelle exceptionnelle » du site selon les critères de l'Unesco afin de constituer le dossier de candidatures et propose les outils de gestion et de protection futures.
L'État français sélectionne le dossier en décembre 2013, puis le 13 janvier 2014, le dossier est déposé par la ministre Aurélie Filippetti auprès de l'Unesco. En mars 2014, ce dernier confirme le caractère complet du dossier et son enregistrement aux propositions d’inscription. 
De l'automne 2014 à juin  2015, les experts internationaux examinent le dossier, les organes consultatifs (Conseil international des monuments et sites (ICOMOS) ou/et Union internationale pour la conservation de la nature (l’UICN)) donnent leur évaluation et la zone géographique est étudiée pour en évaluer la pertinence 

Le dossier est finalement accepté par le Comité du patrimoine mondial le 4 juillet 2015,, lors de sa réunion à Bonn.

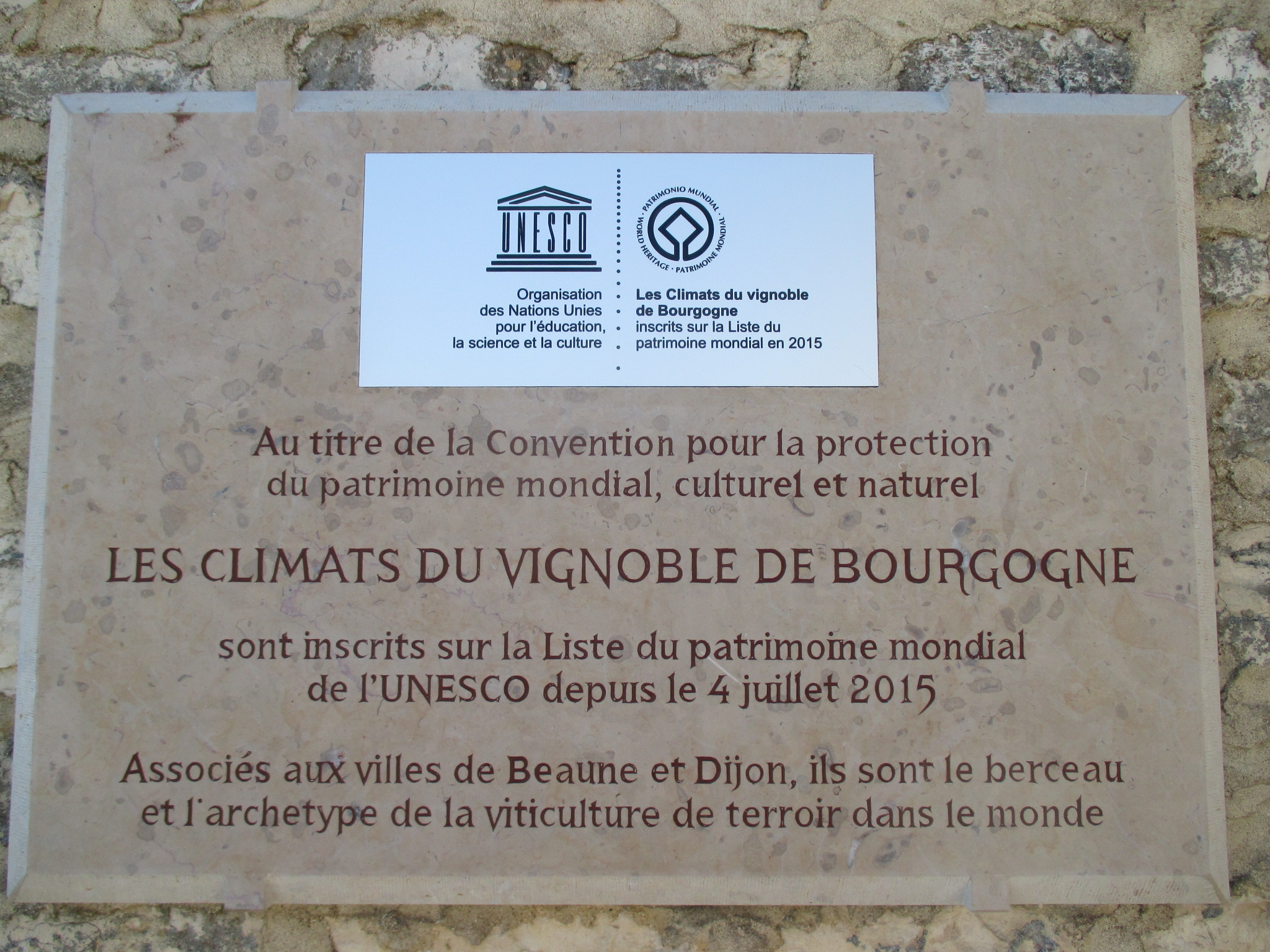
Plaque des « Climats du vignoble de Bourgogne », au Clos de Vougeot

#### Biens classés
« Les climats du vignoble de Bourgogne (France) – Les climats sont des parcelles de vignes précisément délimitées sur les pentes de la côte de Nuits et de Beaune, au sud de Dijon. Elles se distinguent les unes des autres par leurs conditions naturelles spécifiques (géologie, exposition, cépage...) qui ont été façonnées par le travail humain et peu à peu identifiées par rapport au vin qu'elles produisent. Ce paysage culturel est composé de deux éléments : le premier couvre des parcelles viticoles, les unités de production associées, des villages et la ville de Beaune. Cette première composante représente la dimension commerciale du système de production. La seconde composante est le centre historique de Dijon qui matérialise l’impulsion politique donnée à la formation du système des climats. Le site est un exemple remarquable de production viti-vinicole développé depuis le haut Moyen Âge. »

La zone géographique s'étend de l'appellation maranges au sud, passant par Beaune au centre, jusqu'à l'appellation marsannay au nord, la ville de Dijon ne possédant plus de vignoble est incluse dans une zone distincte. Elle inclus donc 1247 climats répartis entre les Côtes-de-Nuit et les Côtes-de-Beaune.

#### Protection et risques
Des dossiers d'évaluation sur les facteurs pouvant affecter le bien et les problèmes de sa conservation sont analysés en 2017 et 2018. Ils font état des risques liés :
- à l'exploitation de carrières de pierre à Comblanchien
- aux impacts des activités touristiques et de loisirs des visiteurs
- au cadre juridique des zones
- à la gouvernance
- au système de gestion et au plan de gestion du bien.

## Législation
L'attribution du nom d'un climat à un vin est encadrée par la législation française concernant les différentes appellations (AOC-AOP) bourguignonnes, en obéissant à une hiérarchie. Pour des raisons commerciales, les cahiers des charges des appellations peuvent regrouper plusieurs climats au sein d'un seul, choisi en fonction d'un toponyme valorisant (les contre-exemples sont le « Noyer du Pendu » à Morey-Saint-Denis ou la « Queue de Hareng » à Brochon). Un « cru » peut être composé d'un ou de plusieurs climats, tout comme un « clos » qui désigne une ancienne propriété (pas toujours entourée de murs). C'est un peu l'équivalent du château bordelais, mais au lieu de mettre l'accent sur la propriété et la marque, il est mis sur le nom du terroir lui-même.
Dans le cas d'une appellation grand cru, un seul climat constitue en général la totalité de l'aire de production. Il existe trois exceptions, le chablis grand cru subdivisé en sept climats, le charlemagne en deux climats, et le corton en vingt-trois.
Dans le cas d'une appellation communale, les climats considérés comme les meilleurs sont classés comme « premiers crus » (562 climats sont classés ainsi). Le cahier des charges de chacune des appellations concernés en précise la liste et les conditions de production (notamment des rendements légèrement plus faibles et un degré d'alcool un peu plus élevé). Sur les étiquettes le nom de l'AOC communale doit être suivi du nom du climat classé en premier cru (exemple : morey-saint-denis premier cru Clos des Ormes).

Enfin, un vin d'appellation communale ou régionale peut porter le nom de son climat d'origine. Par exemple pour l'AOC régionale bourgogne il y a le bourgogne-la-chapelle-notre-dame à Ladoix-Serrigny ou le bourgogne montrecul à Dijon.

Un exemple de climat, l'Île des Hautes Vergelesses
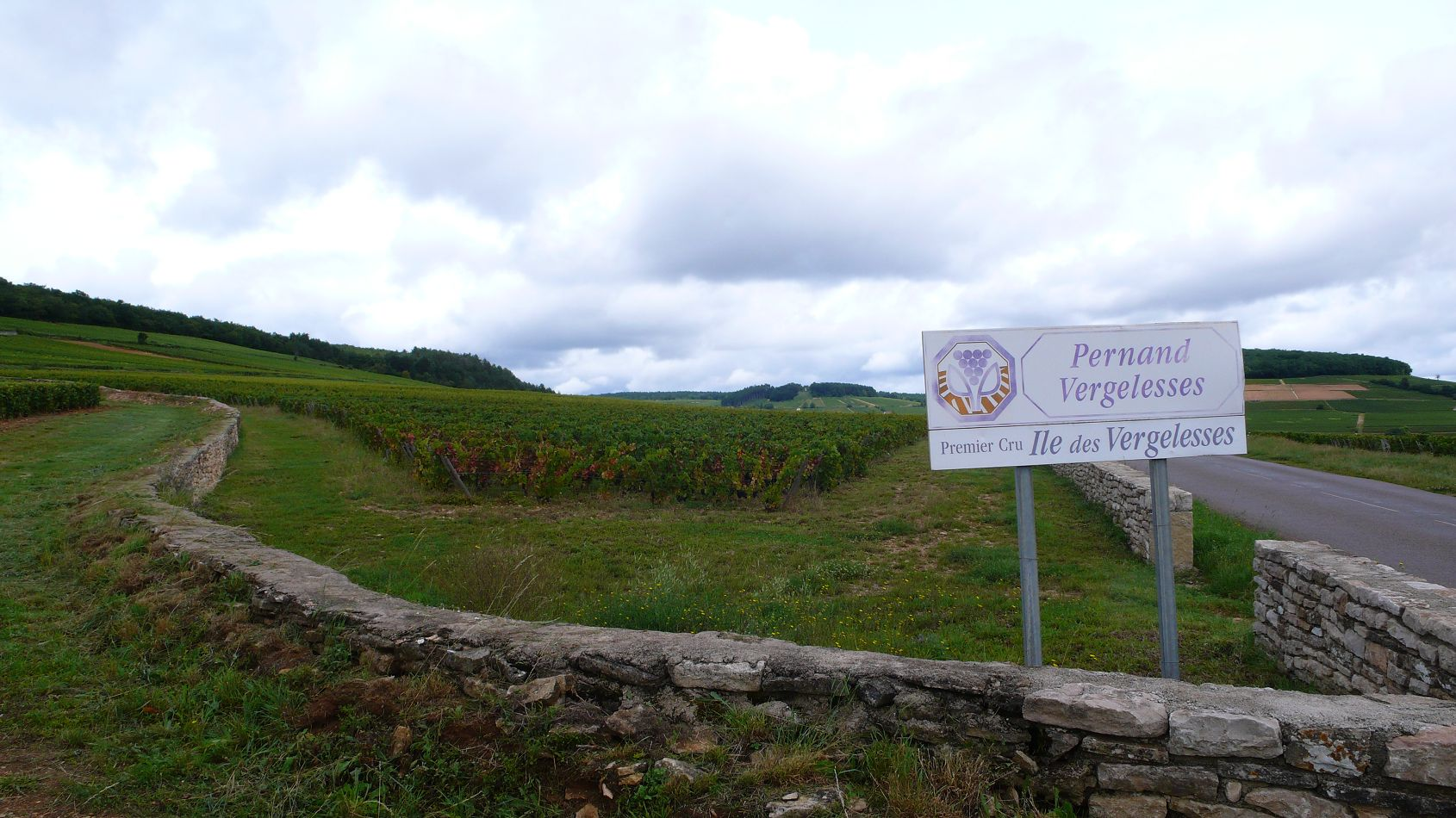
Le clos de l'Île des Vergelesses est à mi-coteau, en légère pente exposée plein est, sur un sol argileux en bas et plus calcaire au-dessus. Il s'agit d'un premier cru au sein de l'appellation pernand-vergelesses ; les 9 ha 40 a 65 ca sont divisés en 14 parcelles.
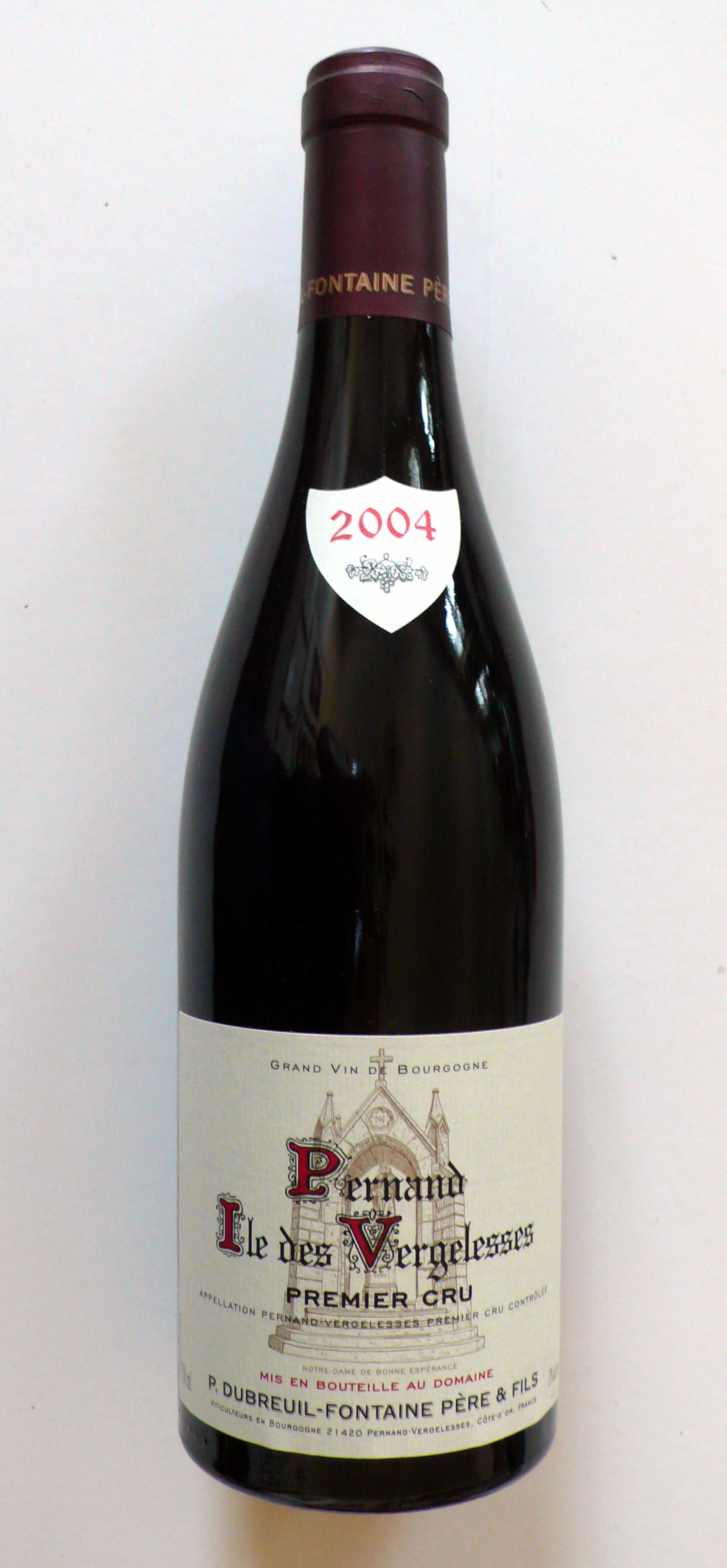
Un des vins produits, l'étiquette mentionnant l'AOC, le climat et son classement.